# Sitting, Waiting, Wishing
Singles de Jack Johnson
Taylor
(2004) Good People
(2005)
Sitting, Waiting, Wishing est un single du chanteur américain Jack Johnson, sorti le 25 mars 2005.